# Рікардо Роша
Рікардо Роша (порт. Ricardo Roberto Barreto da Rocha, нар. 11 вересня 1962, Ресіфі) — бразильський футболіст, що грав на позиції захисника. У складі національної збірної Бразилії — чемпіон світу 1994 року та віце-чемпіон Кубка Америки 1991 року. На клубному рівні виступав у 1980-ті та 1990-ті роки за дев'ять різних команд у чемпіонаті Бразилії, також грав у Іспанії за «Реал Мадрид», в Аргентині за «Ньюеллс Олд Бойз» і у Португалії за «Спортінг». Після завершення кар'єри футболіста став підприємцем, кілька разів нетривалий час тренував професійні футбольні команди.

## Клубна кар'єра
Рікардо Роша почав кар'єру футболіста в рідному Ресіфі, в клубі «Санту-Амару», в 1982 році. За рік до того «Санту-Амару» домоглася найвищого досягнення у своїй історії — посіла друге місце в бразильській Серії C, тому до гравців цієї команди була прикута пильна увага з боку традиційних «грандів» футболу штату Пернамбуку. Вже в 1983 році Рікардо перейшов у стан «Санта-Кружа», одного з найпопулярніших клубів Ресіфі, де одразу ж став чемпіоном штату.
У 1985–1988 роках виступав за «Гуарані» (Кампінас), у складі якого двічі, в сезонах 1986 і 1987, ставав віце-чемпіоном Бразилії. У 1986 році Роша увійшов у символічну збірну бразильської Серії A, а в наступному році дебютував в національній збірній.
У 1989–1991 роках, повернувшись на батьківщину після короткого перебування в португальському «Спортінгу», Рікардо Роша виступав за «Сан-Паулу», в складі якого у 1991 році став чемпіоном Бразилії, двічі вигравав чемпіонат штату Сан-Паулу, а також двічі потрапляв до символічної збірної Серії A. Наступні два роки Рікардо захищав кольори мадридського «Реала», з яким завоював Кубок Іспанії 1992/93.
У 1993 році повернувся у Бразилію і зайняв з «Сантусом» 5 місце в Серії A, при цьому Роша в четвертий раз в кар'єрі отримав «Срібний м'яч» учасника символічної збірної Серії A.
В 1994 році став гравцем «Васко да Гама», проте після 1995 року кар'єра Роші пішла на спад — він перестав викликатися в збірну Бразилії і, хоча три останні команди в кар'єрі Роші були досить відомими, титулів у «Флуміненсе», аргентинському «Ньюеллс Олд Бойзі» і «Фламенго» він не виграв, в результаті завершивши кар'єру футболіста в 1998 році.

## Виступи за збірну
1987 року дебютував в офіційних матчах у складі національної збірної Бразилії. В тому ж році виграв з Бразилією Панамериканські ігри, партнерами Рікардо Роші були майбутні чемпіони світу 1994 — Клаудіо Таффарел і Раї. Щоправда на Кубку Америки 1987 року в Аргентині, де Роша грав разом із Мюллером, Жоржиньйо, Раї, Карекою, Дунгою і Ромаріо, бразильці були розгромлені збірною Чилі (0:4) і не змогли навіть вийти із групи.
В подальшому у складі збірної був учасником чемпіонату світу 1990 року в Італії та розіграшу Кубка Америки 1991 року у Чилі, де разом з командою здобув «срібло».
В 1994 році, вже будучи гравцем «Васко да Гами», Рікардо Роша відправився в США на свій другий у кар'єрі чемпіонату світу. Роша був основним захисником збірної Бразилії і почав гру групового етапу проти Росії (2:0) в основі. Однак у другому таймі Роша отримав травму (на 68 хвилині його замінив Алдаїр) і більше на турнірі не виступав, однак у підсумку став разом з командою чемпіоном світу.
Всього протягом кар'єри у національній команді, яка тривала 9 років, провів у формі головної команди країни 39 матчів.

## Подальші роки
Після закінчення кар'єри футболіста Рікардо Роша тричі очолював професійні футбольні клуби в Бразилії — двічі свій колишній клуб «Санта-Круж» (2001, 2008), а також КРБ. Однак в основному Роша сконцентрувався на підприємницькій діяльності, пов'язаній з футболом — він є президентом компанії спортивного менеджменту RT Prosports.
Син Рікардо Роші (повний тезка з додаванням до прізвища «Filho», тобто «Син») також став професійним футболістом. Рікардіньо Роша (нар. 2 лютого 1986) виступав за такі команди, як «Наутіко Ресіфі», «Ріу-Клару», «Жувентуде» і мальтійська «Валлетта».

## Статистика
| Чемпіонат  | Чемпіонат            | Чемпіонат        | Ліга | Ліга |
| Сезон      | Клуб                 | Ліга             | Ігри | Голи |
| Бразилія   | Бразилія             | Бразилія         | Ліга | Ліга |
| ---------- | -------------------- | ---------------- | ---- | ---- |
| 1982       | «Санту-Амару»        | Серія С          | ?    | ?    |
| 1983       | «Санта-Круж»         | Серія Б          | 0    | 0    |
| 1984       | «Санта-Круж»         | Серія А          | 12   | 0    |
| 1985       | «Санта-Круж»         | Серія А          | 0    | 0    |
| 1985       | «Гуарані» (Кампінас) | Серія А          | 25   | 1    |
| 1986       | «Гуарані» (Кампінас) | Серія А          | 32   | 0    |
| 1987       | «Гуарані» (Кампінас) | Серія А          | 6    | 0    |
| 1988       | «Гуарані» (Кампінас) | Серія А          | 0    | 0    |
| Португалія | Португалія           | Португалія       | Ліга | Ліга |
| 1988-89    | «Спортінг»           | Прімейра-Ліга    | 10   | 1    |
| Бразилія   | Бразилія             | Бразилія         | Ліга | Ліга |
| 1989       | «Сан-Паулу»          | Серія А          | 16   | 0    |
| 1990       | «Сан-Паулу»          | Серія А          | 9    | 0    |
| 1991       | «Сан-Паулу»          | Серія А          | 18   | 0    |
| Іспанія    | Іспанія              | Іспанія          | Ліга | Ліга |
| 1991-92    | «Реал Мадрид»        | Ла Ліга          | 36   | 0    |
| 1992-93    | «Реал Мадрид»        | Ла Ліга          | 31   | 0    |
| Бразилія   | Бразилія             | Бразилія         | Ліга | Ліга |
| 1993       | «Сантус»             | Серія А          | 15   | 0    |
| 1994       | «Васко да Гама»      | Серія А          | 16   | 1    |
| 1995       | «Васко да Гама»      | Серія А          | 16   | 1    |
| 1996       | «Флуміненсе»         | Серія А          | 5    | 0    |
| Аргентина  | Аргентина            | Аргентина        | Ліга | Ліга |
| 1996-97    | «Ньюеллс Олд Бойз»   | Прімера Дивізіон | 25   | 3    |
| 1997-98    | «Ньюеллс Олд Бойз»   | Прімера Дивізіон | 11   | 2    |
| Бразилія   | Бразилія             | Бразилія         | Ліга | Ліга |
| 1998       | «Фламенго»           | Серія А          | 15   | 0    |
| 1999       | «Фламенго»           | Серія А          | 1    | 0    |
| Країна     | Бразилія             | Бразилія         | 186  | 3    |
| Країна     | Португалія           | Португалія       | 10   | 1    |
| Країна     | Іспанія              | Іспанія          | 67   | 0    |
| Країна     | Аргентина            | Аргентина        | 36   | 5    |
| Всього     | Всього               | Всього           | 299  | 9    |

| Збірна Бразилії | Збірна Бразилії | Збірна Бразилії |
| Роки            | Ігри            | Голи            |
| --------------- | --------------- | --------------- |
| 1987            | 9               | 0               |
| 1988            | 0               | 0               |
| 1989            | 4               | 0               |
| 1990            | 3               | 0               |
| 1991            | 9               | 0               |
| 1992            | 1               | 0               |
| 1993            | 8               | 0               |
| 1994            | 3               | 0               |
| 1995            | 1               | 0               |
| Всього          | 38              | 0               |

## Титули і досягнення
| - Чемпіон Бразилії (1): «Сан-Паулу»: 1991 - Володар Кубка Іспанії з футболу (1): «Реал Мадрид»: 1992-93 - Переможець Ліги Пернамбукано (1): «Санта-Круж»: 1983 - Переможець Ліги Пауліста (2): «Сан-Паулу»: 1989, 1991 - Переможець Ліги Каріока (1): «Васко да Гама»: 1994 | - Чемпіон світу (1): Бразилія: 1994 - Чемпіон Панамериканських ігор (1): Бразилія: 1987 - Переможець Кубка Роуза (1): Бразилія: 1987 - Срібний призер Кубка Америки: 1991 - Учасник символічної збірної Південної Америки: 1994 - Найкращий гравець Бразилії (1): 1989 - Учасник символічної збірної чемпіонату Бразилії (4): 1986, 1989, 1991, 1993 |